# Надлишкові числа
Надлишкове число — натуральне число n, сума додатних дільників (відмінних від n) якого перевищує n.
Число 48, наприклад, є надлишковим, оскільки 1+2+3+4+6+8+12+16+24=76, 76 > 48.
Найменшим надлишковим числом є 12.
Існує нескінченно багато як парних, так і непарних надлишкових чисел.
Перші 28 надлишкових чисел:
12, 18, 20, 24, 30, 36, 40, 42, 48, 54, 56, 60, 66, 70, 72, 78, 80, 84, 88, 90, 96, 100, 102, 104, 108, 112, 114, 120, ... послідовність A005101 з Онлайн енциклопедії послідовностей цілих чисел, OEIS.
Найменшим непарним надлишковим числом є 945. Найменшим надлишковим числом, що не ділиться на 2 і 3 є 5391411025 .
Якщо A(k) — найменше надлишкове число, що не ділиться на перші k простих чисел, то для всіх {\displaystyle \epsilon >0} виконуються нерівності:
{\displaystyle (1-\epsilon )(k\ln k)^{2-\epsilon }<\ln A(k)<(1+\epsilon )(k\ln k)^{2+\epsilon }\,} для достатньо великих {\displaystyle k} .
Майже кожне четверте натуральне число є надлишковим. Точніше, асимптотична щільність надлишкових чисел знаходиться в межах між 0,2474 і 0,2480.
Будь-яке натуральне число, більше 20161, може бути представлене у вигляді суми двох надлишкових чисел.